# ألبرتو فاي
ألبرتو فاي (بالإسبانية: Alberto Fay)‏ (16 أبريل 1948 بمونتفيدو في الأوروغواي - ) هو لاعب كرة قدم أوروغواني وسلفادوري في مركز حراسة المرمى. شارك مع منتخب السلفادور لكرة القدم. أما مع النوادي، فقد لعب مع بنيارول ونادي أليانزا ‏ وأتلتيكو مارته ‏ ويوفنتود أولمبيا ميتاليو ‏ وC.D. Platense Municipal Zacatecoluca ‏ ونادي أكويلا.

## وصلات خارجية
- ألبرتو فاي على موقع قاعدة بيانات كرة القدم.إي يو (الإنجليزية)